# Africa World Airlines
Africa World Airlines è una compagnia aerea ghanese del gruppo cinese HNA Group che ha come hub l'Aeroporto Internazionale Kotoka di Accra. 

## Storia
La compagnia è stata fondata nel 2010. Il 30 agosto 2012 ha ricevuto il suo primo Embraer ERJ 145. Il 21 settembre 2012 ha ottenuto dall'autorità dell'aviazione ghanese il certificato di operatore aereo iniziando ad operare voli tra Accra, Kumasi e Tamale. Il 9 dicembre 2013 ha avviato il suo primo collegamento internazionale aprendo una rotta tra Accra e l'Aeroporto Internazionale Murtala Muhammed di Lagos.
Nel 2019 ha ricevuto il riconoscimento di migliore compagnia aerea dell'Africa occidentale.
Nel 2021 la compagnia opera voli da Accra verso Kumasi, Sekondi-Takoradi, Tamale, Wa, Monrovia, Abidjan, Abuja, Lagos e Freetown.

## Flotta
A luglio 2021 la flotta di Africa World Airlines è composta dai seguenti aeromobili:

## Alleanze
Africa World Airlines ha siglato nel 2019 un accordo di code sharing con South African Airways.
Africa World Airlines ha stretto accordi commerciali con le seguenti compagnie aeree:
- Air Burkina

- Asky Airlines

- Brussels Airlines

- Cabo Verde Airlines

- Emirates

- Ethiopian Airlines

- Hahn Air

- Kenya Airways

- Qatar Airways

- TAP Air Portugal